# Resident Evil: Dead Aim
Resident Evil: Dead Aim, conocido en Japón como Gun Survivor 4 Biohazard Heroes Never Die(REDA) (Gan Sabaibā Fō BaiohazARd Hīrōzu Nebā Dai lit. Arma de supervivencia 4 Biohazard: Los héroes nunca mueren?), es un videojuego de disparos con pistola de luz para PlayStation 2. Es el cuarto capítulo de la serie Gun Survivor, y fue programado por Cavia.

## Sinopsis
La historia se sitúa en el año 2002. Una ciudad en los Estados Unidos, conocida como Raccoon City, fue destruida cuando una sustancia biológica conocida como T-virus arrasó con esta. La Corporación Umbrella rechazó abortar los experimentos. Hace 24 horas una cantidad grande del virus fue robada en un crucero de la sede de Umbrella en París, el gobierno de los Estados Unidos envía a un agente especial para que investigue y mantenga al tanto de cualquier incidencia. Morpheus D. Duvall, un empleado desertor de Umbrella, robó una muestra del virus esparciéndolo por un crucero de lujo lleno de empleados de la corporación y multitud de famosos y gente V.I.P. Bruce sortea varios obstáculos y logra destruir el crucero, sin embargo Morpheus tiene instalaciones en una isla cercana, allí dentro posee misiles cargados con virus T que planea lanzar contra los países que no cumplan sus demandas. Para detener a Morpheus (que al final termina mutando en un Tyrant más ágil, rápido y mortal, sin olvidar que esta vez tiene una forma femenina) Bruce se equipa con una nueva arma: un cañón de partículas, con el cual, y gracias a la ayuda de Cu

### En el barco
Comienza en un pasillo por el cual aparece Bruce y se encuentra con varias puertas en el pasillo exterior, necesita encontrar el mapa del barco y la tarjeta de acceso de la puerta del pasillo principal (después de conseguir los ítems aparecerá el primer enemigo). A continuación pasa por una sala de varias puertas de 2 pisos, entra en la primera y por las puertas laterales para conseguir otra tarjeta de acceso. Después, vuelve y abre la otra puerta del pasillo del principio, continua y encuentra a Fong Ling. Continua al piso de abajo para utilizar la tarjeta y desbloquear las demás puertas. Va a la parte trasera del barco para conseguir la siguiente tarjeta, y una llave, luego de conseguirlas se va a la parte delantera del barco donde necesita una palanca para abrir una escotilla. Bruce vuelve por la palanca, a continuación consigue la palanca, pero por la ventana el jefe del barco le atacan, quedando adolorido y Fong Ling se lleva la palanca. Bruce llega a la parte delantera de nuevo, pero Morpheus suelta unas criaturas que son minijefes de la zona.
Después de vencerlos, baja a la zona de empleados donde seguirá el camino más definido hasta la sala de conferencias, donde entrará dentro de una cabina, sin embargo, se va la luz y aparece Morpheus transformado a un monstruo de electricidad (Morpheus se transforma en una sala de cámaras donde se inyecta el virus para vivir y muta, ya que estaba gravemente lastimado por la explosión de una granada lanzada por Fong Ling al inicio). Bruce corre hasta llegar a la zona de carga donde consigue otra tarjeta para poder escapar, la activa en una puerta y se encuentra con Fong Ling, cierran y escapan. Después, por un pasadizo vuelve a la gran sala donde continua y se vuelve a encontrar con Fong Ling en la cabina de controles, donde el mando está bloqueado y queda poco tiempo para que se estrelle el barco. Bruce sale a una zona abierta donde Fong Ling está con el monstruo que lo atacó antes, y éste es el jefe del barco. Tras matarlo, Bruce y Fong Ling saltan del barco, éste se estrella y ellos llegan a la Ciudad en Ruinas.

### En la Ciudad en Ruinas (epílogo)
Unos helicópteros de rescate sobrevuelan la costa en busca de sobrevivientes. De pronto una cápsula emerge del agua y se abre la compuerta superior lanzando automáticamente una bengala, revelando su posición al equipo de rescate. Fong Ling y Bruce están dentro, han conseguido salvarse a tiempo. Después de lo ocurrido con su país, Bruce le pide a Fong Ling que regrese con él a América, pero ella rechaza la oferta aludiendo que China es su patria con "Apuesto a que no te gustan los "Don Gua"... son un tanto cuadrados después de todo". El amanecer les prepara un nuevo destino, y sea cual sea, de algo están seguros: los héroes no mueren nunca.

## Armas
|  | Pistola automática personalizada Úsala fundamentalmente contra zombis, siempre que anden dispersos y estés a suficiente distancia como para no correr demasiado peligro en caso de un contraataque. Su cargador admite hasta un máximo de 15 cartuchos 9mm parabellum, que suelen venir en estas cajas y que siempre puedes encontrar al lado de las máquinas de escribir: La lleva Bruce y está disponible desde el comienzo del juego en su inventario. |

|  | Pistola automática con silenciador. Aunque su potencia de fuego es similar a la pistola normal, la ventaja de esta arma radica en que su disparo produce muy poco ruido. Es útil para eliminar a zombis dispersos sin que se enteren otros cercanos. Su punto débil es la lentitud al disparar. Su cargador admite hasta un máximo de 8 cartuchos 9mm parabellum, que suelen venir en estas cajas y que siempre puedes encontrar al lado de las máquinas de escribir: Bruce la encuentra en la habitación 206 del Crucero 2F, sobre el escritorio. Fongling la lleva desde el principio en su inventario. |

|  | Pistola capaz de efectuar ráfagas de tres disparos a la vez. Es la mejor de las tres pistolas del juego. Muy efectiva contra zombis y práctica incluso contra criaturas más difíciles como glimmers o hunters. Su cargador admite hasta un máximo de 18 cartuchos 9mm parabellum, que suelen venir en estas cajas y que siempre puedes encontrar al lado de las máquinas de escribir: Bruce la encuentra en la habitación 302 del Crucero 1F, sobre la cama. |

|  | Una escopeta de combate para uso militar. Tiene una potencia de fuego devastadora a corta distancia. Es eficaz contra grupos de zombis y resulta útil contra otros enemigos más difíciles, siendo especialmente recomendable para derribar a los hunters en pocos disparos. Su cargador admite hasta un máximo de 7 cartuchos de calibre 12, que suelen venir en estas cajas: Solo la puede llevar Bruce. En el nivel Fácil aparece en su inventario desde el comienzo. En el resto de niveles de dificultad la puede encontrar en el Congelador de Crucero 1F, al lado de la cocina |

|  | Ametralladora de tambor diseñada para las fuerzas especiales. Su rapidez de fuego permite abrir paso sin problemas entre grupos de zombis y ayuda bastante contra cualquier tipo de criatura superior. Su desventaja radica en que, a pesar de su gran cargador, la munición no dura mucho. Su tambor, que se muestra a continuación, admite hasta un máximo de 100 proyectiles: Fongling la lleva desde el principio en su inventario. Bruce puede acceder a ella en el nivel Fácil, encontrándola en el Congelador de Crucero 1F, al lado de la cocina. En el resto de niveles lo encontrarás en la primera planta del laboratorio Béntico. |

|  | Una pistola automática que dispara potentes ráfagas de balas magnum Es, sin lugar a dudas, el arma normal más poderosa del juego. Puede derribar cualquier enemigo en pocos disparos. Es recomendable que la reserves contra la última transformación de Morpheus. Su cargador admite hasta un máximo de 7 balas magnum de calibre 50 que se encuentran almacenadas en estas cajas: Bruce la encuentra en el Dormitorio del Capitán situado en Crucero 1F |

|  | Lanzador que dispara granadas desde una cámara giratoria Su potencia destructora es notable. Úsala para abrirte paso contra grupos de zombis, aunque es recomendable ahorrar munición para derrotar a Pluto e incluso al Halberd. Su cámara admite hasta un máximo de 6 proyectiles de 40 mm, dispuestas tal como se muestra a continuación: Bruce la encuentra en la planta B1 de Vías Navegables Subterráneas, al final del primer pasaje junto a una puerta obstruida por escombros |

|  | Fue diseñado para hacer frente al peligro biológico que supone el T-Virus. Está basado en un dispositivo de aceleración de partículas que los investigadores del virus usan para la manipulación genética y la descomposición de moléculas. Al golpear las partículas aceleradas, induce la destrucción física a nivel molecular. Con ella se consigue penetrar barreras de descargas eléctricas y dañar el objetivo. Puede dañar a seres infectados por el TG-Virus, siendo el único medio que tienes para enfrentarte a Morpheus en su primera transformación. Su munición es ilimitada hasta después del enfrentamiento contra Morpheus, momento en el que se agotará y no podrás usarla más. Aprovéchate antes de ella y no malgastes munición de otras armas contra los zombis. |

## Recepción
Dead Aim tuvo una recepción mixta. GameSpot le dio un 6.4 diciendo: "No es el mejor juego de Resident Evil, y no es un juego de armas estelares, pero Dead Aim crea un híbrido interesante y único de los dos, y esa es una hazaña encomiable". IGN le dio un 6.9 elogiándolo como el mejor en la serie Gun Survivor, con gráficos estelares, pero lo criticó por su diálogo cursi y su premisa poco original. X-Play le dio al juego un 4/5.
El juego crossover de 2005 Namco × Capcom presentó a Bruce y Ling como personajes jugables.